# Sloan Digital Sky Survey
 (juin 2021).
Le Sloan Digital Sky Survey (littéralement le Relevé numérique du ciel Sloan), en abrégé SDSS, est un programme de relevé des objets célestes utilisant un télescope optique dédié de 2,5 mètres de diamètre situé à l'observatoire d'Apache Point (Nouveau-Mexique, États-Unis) et démarré en 2000.
Ce programme porte le nom de la fondation Alfred P. Sloan et a pour but de cartographier 25 % du ciel et d'enregistrer les informations relatives à plus de 100 millions d'objets célestes.

## Observations
Le SDSS utilise un télescope Ritchey-Chrétien dédié de 2,5 mètres de diamètre situé à l'observatoire d'Apache Point (Nouveau-Mexique, États-Unis). Il prend des images à travers cinq filtres différents (nommés u, g, r, i et z). Ces images sont analysées pour produire une liste des objets observés ainsi que divers paramètres, comme la magnitude apparente, absolue, leur type...
Ces données permettent également de sélectionner des cibles pour des mesures spectroscopiques. Lors d'une observation spectroscopique on sélectionne une région du ciel qui va être observée par une plaque spectroscopique. Sur cette plaque sont disposées à la main, 640 fibres optiques. À chaque fibre on associe un objet dans le ciel. Chaque objet ayant une priorité différente : les quasars sont les priorités numéro 1, ensuite viennent les galaxies et les LRGs (Luminous Red Galaxies), principalement. Le télescope est donc capable d'enregistrer à tout instant 640 spectres différents. Dans la pratique seules 592 fibres sont allouées aux objets, les 48 restantes sont utilisées pour l'étalonnage des spectres.
Il est donc possible en une nuit de gérer plusieurs milliers d'objets. Une fois l'observation terminée, les informations collectées seront analysées via une large gamme de logiciels afin d'en obtenir des mesures photométriques et spectroscopiques.

## Phases

### SDSS-I (2000-2005)
Lors de sa première phase d'opération, entre 2000 et 2005, le SDSS a imagé plus de 8 000 degrés carrés de ciel en cinq bandes optiques et a obtenu des spectres de galaxies et de quasars choisis dans 5 700 degrés carrés de cette imagerie. Il a aussi obtenu des images répétées (près de 30 scans) d'une bande de 300 degrés carrés dans la hémisphère galactique austral.

### SDSS-II (2005-2008)
En 2005, la SDSS entrait dans une nouvelle phase en étendant les observations à l'exploration de la structure et la composition stellaire de la Voie lactée. La "Sloan Extension for Galactic Understanding and Exploration" (SEGUE) et la "Sloan Supernova Survey" surveillent les supernovæ de type Ia pour mesurer les distances des objets lointains.

### SDSS-III (2008-2014)
La collaboration SDSS-III entamée en 2008 avait pour objectifs de cartographier la Voie lactée, de rechercher des planètes extrasolaires et de tenter de résoudre le mystère de l'énergie noire.
Le SDSS-III se compose de relevés exécutés sur le même télescope de 2,5 m :
- le relevé Apache Point Observatory Galactic Evolution Experiment (APOGEE) ;
- le relevé Baryon Oscillation Spectroscopic Survey (BOSS) ;
- le relevé Multi-Object APO Radial Velocity Exoplanet Large Plan Area Survey (MARVELS) ;
- l'extension Sloan pour la compréhension et l'exploration galactique 2 (SEGUE-2).

BOSS se concentre sur la cartographie de l'Univers sur les plus grandes échelles, créant la plus grande carte tridimensionnelle de volume de galaxies jamais créée. SEGUE-2 et APOGEE se concentrent sur la structure et l'évolution de notre propre galaxie, la Voie lactée. MARVELS observe les étoiles très proches pour trouver des "exoplanètes" qui les entourent. Les programmes BOSS et SEGUE-2 nécessitent un temps "sombre" lorsque la Lune est éclairée à moins de 60 % ou située en dessous de l'horizon. Les programmes APOGEE et MARVELS sont exécutés pendant le temps "lumineux" restant.
La dernière version de SDSS-III est Data Release 12 (DR12). DR12 contient les données finales de SDSS-III, y compris les premiers spectres de l'étude MARVELS, des données supplémentaires d'APOGEE, ainsi qu'une couverture du ciel supplémentaire et de meilleures estimations des paramètres de la galaxie par BOSS.

### SDSS-V (prévu à partir de 2020)
Le SDSS-V, qui devrait commencer en 2020, utilisera le télescope Irénée du Pont de 2,5 mètres de l'observatoire de Las Campanas (Chili), duquel il obtiendra 50 % de ses données, ainsi que le télescope de 2,5 mètres de l'observatoire d'Apache Point, au Nouveau-Mexique (États-Unis). Il cartographiera tout le ciel.

## Données publiées
À ce jour (avril 2008), 8 lots de données ont été publiés :
- La Early Data Release (ou EDR) sortie en juin 2001 couvrant 462 degrés carrés et 52 896 spectres.
- Data Release 1 (ou DR1) sortie en avril 2003 couvrant 2099 degrés carrés et 186 240 spectres[5].
- Data Release 2 (ou DR2) sortie en mars 2004 couvrant 3324 degrés carrés et 367 360 spectres[6].
- Data Release 3 (ou DR3) sortie le 27 septembre 2004, couvrant 5282 degrés carrés et 528 640 spectres[7].
- Data Release 4 (ou DR4) sortie en juin 2005 couvrant 6670 degrés carrés et 806 400 spectres[8].
- Data Release 5 (ou DR5) sortie en juin 2006 couvrant 8000 degrés carrés et 1 048 960 spectres[9].
- Data Release 6 (ou DR6) sortie en juin 2007 couvrant 9583 degrés carrés et 1 271 680 spectres[10].
- SDSS-II Supernova Survey Data Release sortie en juillet 2005[11].
- SDSS-II Sloan Extension for Galactic Understanding and Exploration sortie en  2007 contenant 240 000 spectres[12]

Les Data Release 7 et Data Release 8 seront mis en ligne respectivement en septembre et décembre 2008.
- Data Release 14[13] :

## Accès aux données
Le SDSS rend les données accessibles via internet. Le SkyServer fournit une gamme d'interfaces permettant d'accéder à une base de données Microsoft SQL Server. Il existe plusieurs moyens pour accéder aux données :
- formulaires de recherche sur le site du skyserver avec une durée de temps et d'espace très limitée (pas plus de 10 min ou bien pas plus de 10MB)
- CasJob qui est une base de données permettant l'accès direct aux données avec une limite de temps de plusieurs heures et d'espace de 500MB via des requêtes SQL
- CasJob en ligne de commandes
- interface emacs

Les spectres et les images sont accessibles par ce moyen, et les interfaces sont conçues pour être aussi faciles à utiliser que possible de manière (moyennant de comprendre les bases du MySQL). Il est possible d'obtenir un renseignement sur un objet uniquement en fournissant ses coordonnées (ascension droite et déclinaison).
Il existe 5 moyens d'identifier un objet dans cette base de données :
- ObjID : qui est l'identifiant unique de l'objet
- ra et dec : qui sont les coordonnées équatoriales de l'objet
- 5-part SDSS : qui comprend les informations sur le run, le rerun, la colonne de la caméra, le field et le numéro de l'objet dans le champ
- Plate-MJD-Fiber : principalement en spectro, cet identifiant comprend l'information sur le numéro de la plaque spectro, le numéro du MJD (jour) et le numéro de la fibre optique associée à l'objet
- SpecObjID : qui est l'identifiant spectral de l'objet, si toutefois celui-ci a été observé par spectroscopie.

Des outils d'exploration permettent aussi de visualisation d'un espace du ciel et de s'y balader tout en recherchant un objet. Le SkyServer fournit également une documentation complète sur les requêtes SQL ainsi que plusieurs tutoriels très utiles pour la recherche de certains objets ou bien simplement pour optimiser le temps de recherche des données (toute la documentation est en anglais).

## Résultats
À côté de publications décrivant le SDSS en lui-même, les données du Sloan Digital Sky Survey ont été utilisées pour des publications couvrant une très grande variété de sujets liés à l'astronomie. Le site web du SDSS liste l'ensemble de ces publications, allant des quasars distants situés aux limites de l'univers observable, de la distribution des galaxies, des propriétés des étoiles de notre propre Galaxie, ou de sujets tels que la matière noire ou l'énergie noire.

## Astéroïdes découverts
| (78756) Sloan            | 10 octobre 2002   |
| (90022) Apache Point     | 10 octobre 2002   |
| (111660) Jimgray         | 13 janvier 2002   |
| (113949) Bahcall         | 4 octobre 2002    |
| (113950) Donbaldwin      | 4 octobre 2002    |
| (113951) Artdavidsen     | 10 octobre 2002   |
| (113952) Schramm         | 10 octobre 2002   |
| (114022) Bizyaev         | 29 octobre 2002   |
| (114023) Harvanek        | 29 octobre 2002   |
| (114024) Scotkleinman    | 30 octobre 2002   |
| (114025) Krzesinski      | 30 octobre 2002   |
| (114026) Emalanushenko   | 30 octobre 2002   |
| (114027) Malanushenko    | 30 octobre 2002   |
| (119967) Daniellong      | 4 octobre 2002    |
| (121103) Ericneilsen     | 20 mars 1999      |
| (123120) Peternewman     | 26 septembre 2000 |
| (127515) Nitta           | 4 octobre 2002    |
| (127516) Oravetz         | 4 octobre 2002    |
| (127517) Kaikepan        | 10 octobre 2002   |
| (133007) Audreysimmons   | 5 octobre 2002    |
| (133008) Snedden         | 5 octobre 2002    |
| (133009) Watters         | 10 octobre 2002   |
| (135978) Agüeros         | 4 octobre 2002    |
| (135979) Allam           | 10 octobre 2002   |
| (135980) Scottanderson   | 10 octobre 2002   |
| (137165) Annis           | 20 mars 1999      |
| (137166) Netabahcall     | 20 mars 1999      |
| (138221) Baldry          | 3 mars 2000       |
| (140602) Berlind         | 14 octobre 2001   |
| (140980) Blanton         | 12 novembre 2001  |
| (141414) Bochanski       | 8 janvier 2002    |
| (142752) Boroski         | 4 octobre 2002    |
| (142753) Briegel         | 4 octobre 2002    |
| (142754) Brunner         | 5 octobre 2002    |
| (142755) Castander       | 5 octobre 2002    |
| (142756) Chiu            | 5 octobre 2002    |
| (142757) Collinge        | 5 octobre 2002    |
| (142758) Connolly        | 10 octobre 2002   |
| (142759) Covey           | 10 octobre 2002   |
| (142760) Csabai          | 10 octobre 2002   |
| (142822) Czarapata       | 30 octobre 2002   |
| (148384) Dalcanton       | 26 septembre 2000 |
| (148707) Dodelson        | 19 septembre 2001 |
| (149573) Mamorudoi       | 21 décembre 2003  |
| (150520) Dong            | 3 septembre 2000  |
| (151590) Fan             | 29 octobre 2002   |
| (151657) Finkbeiner      | 11 décembre 2002  |
| (153284) Frieman         | 21 février 2001   |
| (153686) Pathall         | 14 octobre 2001   |
| (154004) Haolei          | 13 janvier 2002   |
| (154005) Hughharris      | 13 janvier 2002   |
| (154006) Suzannehawley   | 13 janvier 2002   |
| (154378) Hennessy        | 14 décembre 2002  |
| (156542) Hogg            | 13 février 2002   |
| (158329) Stevekent       | 11 novembre 2001  |
| (159826) Knapp           | 26 septembre 2003 |
| (161207) Lidz            | 4 octobre 2002    |
| (161215) Loveday         | 30 octobre 2002   |
| (162166) Mantsch         | 20 mars 1999      |
| (162466) Margon          | 4 mai 2000        |
| (163119) Timmckay        | 9 janvier 2002    |
| (163623) Miknaitis       | 5 octobre 2002    |
| (163624) Moorthy         | 10 octobre 2002   |
| (163625) Munn            | 10 octobre 2002   |
| (163639) Tomnash         | 29 octobre 2002   |
| (163640) Newberg         | 29 octobre 2002   |
| (163641) Nichol          | 30 octobre 2002   |
| (164791) Nicinski        | 20 mars 1999      |
| (164792) Owen            | 20 mars 1999      |
| (165067) Pauls           | 4 mars 2000       |
| (166745) Pindor          | 4 octobre 2002    |
| (166746) Marcpostman     | 4 octobre 2002    |
| (166747) Gordonrichards  | 4 octobre 2002    |
| (166748) Timrayschneider | 5 octobre 2002    |
| (166749) Sesar           | 10 octobre 2002   |
| (168638) Waltersiegmund  | 12 février 2000   |
| (168948) Silvestri       | 23 décembre 2000  |
| (169299) Sirko           | 21 septembre 2001 |

| (170006) Stoughton       | 4 octobre 2002    |
| (170007) Strateva        | 5 octobre 2002    |
| (170008) Michaelstrauss  | 5 octobre 2002    |
| (170009) Subbarao        | 5 octobre 2002    |
| (170010) Szalay          | 5 octobre 2002    |
| (170011) Szkody          | 10 octobre 2002   |
| (170012) Anithakar       | 10 octobre 2002   |
| (170022) Douglastucker   | 30 octobre 2002   |
| (170023) Vogeley         | 30 octobre 2002   |
| (170395) Nicolevogt      | 26 septembre 2003 |
| (172317) Walterbos       | 4 octobre 2002    |
| (172318) Wangshui        | 5 octobre 2002    |
| (173395) Dweinberg       | 12 février 2000   |
| (173872) Andrewwest      | 14 octobre 2001   |
| (174361) Rickwhite       | 4 octobre 2002    |
| (174362) Bethwillman     | 5 octobre 2002    |
| (174363) Donyork         | 5 octobre 2002    |
| (174364) Zakamska        | 10 octobre 2002   |
| (174365) Zibetti         | 10 octobre 2002   |
| (174466) Zucker          | 31 décembre 2002  |
| (174515) Pamelaivezic    | 28 janvier 2003   |
| (176014) Vedrana         | 3 septembre 2000  |
| (176380) Goran           | 14 octobre 2001   |
| (176866) Kuropatkin      | 4 octobre 2002    |
| (176867) Brianlee        | 5 octobre 2002    |
| (176884) Jallynsmith     | 29 octobre 2002   |
| (176981) Anteradonic     | 11 décembre 2002  |
| (178226) Rebeccalouise   | 9 novembre 2006   |
| (178534) Mosheelitzur    | 13 octobre 1999   |
| (179221) Hrvojebožić     | 14 octobre 2001   |
| (179223) Tonytyson       | 15 octobre 2001   |
| (179411) Draganroša      | 18 décembre 2001  |
| (179413) Stevekahn       | 19 décembre 2001  |
| (179874) Bojanvršnak     | 4 octobre 2002    |
| (179875) Budavari        | 5 octobre 2002    |
| (179876) Goranpichler    | 5 octobre 2002    |
| (179877) Pavlovski       | 5 octobre 2002    |
| (179901) Romanbrajša     | 30 octobre 2002   |
| (181872) Cathaysa        | 21 mars 1999      |
| (182590) Vladisvujnovic  | 14 octobre 2001   |
| (182591) Mocescobedo     | 14 octobre 2001   |
| (183287) Deisenstein     | 5 octobre 2002    |
| (183288) Eyer            | 5 octobre 2002    |
| (183403) Gal             | 11 décembre 2002  |
| (183635) Helmi           | 24 octobre 2003   |
| (185744) Hogan           | 21 mars 1999      |
| (186142) Gillespie       | 14 octobre 2001   |
| (188061) Loomis          | 11 novembre 2001  |
| (189795) McGehee         | 5 mars 2002       |
| (197189) Raymond         | 19 octobre 2003   |
| (200750) Rix             | 11 novembre 2001  |
| (201372) Sheldon         | 10 octobre 2002   |
| (201751) Steinhardt      | 23 octobre 2003   |
| (202930) Ivezić          | 19 septembre 1998 |
| (205599) Walkowicz       | 14 octobre 2001   |
| (206185) Yip             | 5 octobre 2002    |
| (208425) Zehavi          | 18 septembre 2001 |
| (208915) Andrewashcraft  | 4 octobre 2002    |
| (208916) Robertcaldwell  | 5 octobre 2002    |
| (208917) Traviscarter    | 10 octobre 2002   |
| (209148) Dustindeford    | 27 septembre 2003 |
| (209149) Chrismackenzie  | 29 septembre 2003 |
| (209209) Ericmarsh       | 19 octobre 2003   |
| (210532) Grantmckee      | 20 mars 1999      |
| (210533) Seanmisner      | 20 mars 1999      |
| (210686) Scottnorris     | 3 septembre 2000  |
| (210983) Wadeparker      | 11 novembre 2001  |
| (211021) Johnpercin      | 18 décembre 2001  |
| (211374) Anthonyrose     | 4 octobre 2002    |
| (211375) Jessesteed      | 5 octobre 2002    |
| (211376) Joethurston     | 5 octobre 2002    |
| (211377) Travisturbyfill | 5 octobre 2002    |
| (211378) Williamwarneke  | 5 octobre 2002    |
| (211379) Claytonwhitted  | 5 octobre 2002    |
| (211380) Kevinwoyjeck    | 5 octobre 2002    |
| (211381) Garretzuppiger  | 5 octobre 2002    |
| (222032) Lupton          | 19 septembre 1998 |
| (237693) Anakovacicek    | 14 octobre 2001   |